# 玉环县简易师范学校
玉环县简易师范学校，又称玉环简师，创办于1942年春，是中华民国浙江省玉环县的一所师范学校。

## 沿革
校址开设在三合潭（今属玉城街道），利用三座庙宇作为校舍，为四年制。当时正值抗日战争时期，坎门、环山等地经常遭到日军轰炸。1944年秋季，玉环简师增至5个班，共160人，校舍不足，其余两个班设在玉环县城文庙。1944年底，学校迁至楚门济理寺济礼堂。抗战胜利后，又迁回县城以孔庙为校址。校长先后有以定邦、李劭、谢振泰、林铎、叶一梅、林道源、邹一治、董运铎、姚绍虞等人。
1945年11月，玉环简师建有青年民主研究会，并制定了章程。在研究会活动期间，学校党支部组织进步学生建立秘密读书会。1946年，学校改为三年制。1947年初，叶一梅担任校长。同年6月3日，玉环县政府在环山镇城隍庙召开大会，县长王思本训话时，遭到学生会主席叶善龄上台控诉，王思本随后开始整治学校。1947年6月，为抗议国民政府迫害教导主任周侃和学生会主席叶善龄组织了大规模的罢课斗争。1949年2月，建立玉环简师民主青年联合会。1949年4月，中国人民解放军攻占玉环后，玉环简师大部分学生参加革命，生源因此锐减，原在校生并入楚门中学，学校停办。